# Thae Su Nyein
Thae Su Nyein (Taungoo, 24 de mayo de 2007) es una reina de belleza birmana y ganadora de Miss Grand Myanmar 2024.
Fue la segunda finalista en la competencia Miss Grand Internacional 2024, pero fue descalificada por la organización Miss Grand Internacional. En octubre de 2024, ella y el director nacional fueron acusados de violar las reglas del MGI.